# Campo de concentración nazi
Desde 1933 hasta 1945, la Alemania nazi operó más de mil campos de concentración en su propio territorio y en partes de la Europa ocupada por la Alemania nazi.
Los primeros campos se establecieron en marzo de 1933, inmediatamente después de que Adolf Hitler se convirtiera en Canciller de Alemania. Tras la Noche de los Cuchillos Largos de 1934, los campos de concentración fueron gestionados exclusivamente por las SS a través de la Inspección de los Campos de Concentración y, posteriormente, de la  Oficina Económica y Administrativa Principal de las SS. Al principio, la mayoría de los prisioneros eran miembros del Partido Comunista de Alemania, pero con el paso del tiempo se detuvo a diferentes grupos, como "delincuentes habituales", "asociales" y judíos. Tras el comienzo de la Segunda Guerra Mundial, los habitantes de la Europa ocupada por la Alemania nazi fueron encarcelados en los campos de concentración. Tras las victorias militares aliadas, los campos fueron liberados gradualmente en 1944 y 1945, aunque cientos de miles de prisioneros murieron en las marchas de la muerte.
A lo largo de la historia de la Alemania nazi se crearon más de 1000 campos de concentración (incluidos los subcampos) y se registraron alrededor de 1,65 millones de personas como prisioneros en los campos en algún momento. Alrededor de un millón murieron durante su encarcelamiento. Muchos de los antiguos campos se han convertido en museos que conmemoran a las víctimas del régimen nazi.

## Antecedentes

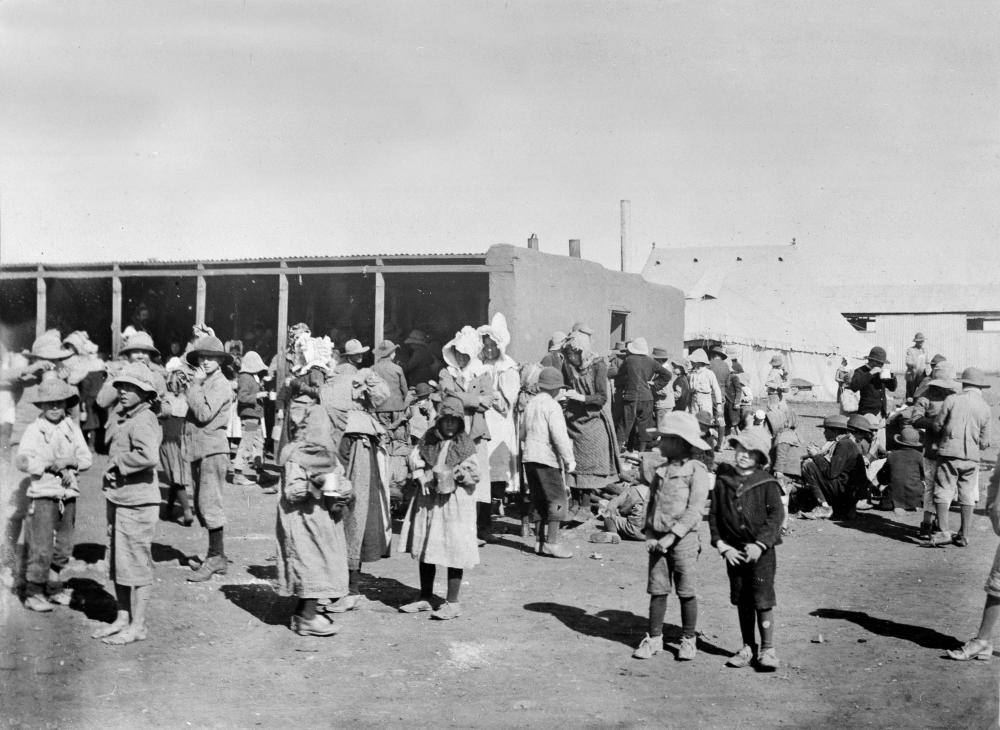
Civiles bóer fotografiados en un campo de concentración, 1901

Los primeros campos de concentración modernos fueron creados por el Ejército español en Cuba durante la Guerra de los Diez Años (1868-1878) como "reconcentrados" y Gran Bretaña durante la segunda guerra bóer para alojar a los bóeres para evitar que apoyaran a las fuerzas de la República Sudafricana y el Estado Libre de Orange. Sin embargo, los primeros ejemplos de lo que podría denominarse "campos de concentración" fueron utilizados por los Estados Unidos durante su desplazamiento forzoso de los nativos americanos para alojar temporalmente a los miembros de las tribus indias mientras se decidía a dónde serían obligados a emigrar. Según el historiador Dan Stone, los campos de concentración fueron "la extensión lógica de los fenómenos que habían caracterizado durante mucho tiempo el gobierno colonial". Aunque la palabra "campo de concentración" ha adquirido la connotación de asesinato de los detenidos debido a los campos de concentración nazis, los campos españoles, británicos y estadounidenses no implicaron el asesinato sistemático de quienes se encontraban en ellos. El Imperio alemán también estableció campos de concentración (en alemán: Konzentrationslager), como el campo de exterminio de Shark Island durante el genocidio herero y namaqua. (1904-1907). La tasa de mortalidad de los enviados a estos campos fue del 45 %, el doble que la de los campos británicos. Con el tiempo, los campos de concentración se hicieron más severos. La profesionalización de los ejércitos europeos en el siglo XIX condujo a "una doctrina de necesidad militar como justificación de la violencia extrema", incluso contra los civiles considerados una amenaza.
Durante la Primera Guerra Mundial, entre ocho y nueve millones de prisioneros de guerra fueron recluidos en campos de prisioneros de guerra, algunos de ellos en lugares que posteriormente fueron los emplazamientos de los campos nazis, como Theresienstadt y Mauthausen. Muchos prisioneros retenidos por Alemania murieron como consecuencia de la retención intencionada de alimentos y de las peligrosas condiciones de trabajo en violación de la  Convención de La Haya de 1907. En países como Francia, Bélgica, Italia, Austria-Hungría y Alemania, los civiles considerados de "origen enemigo" fueron denaturalizados. Cientos de miles fueron internados y sometidos a trabajos forzados en duras condiciones. Durante el genocidio armenio, el internamiento resultó mortal para los armenios que fueron recluidos en campos temporales antes de su deportación al desierto sirio. En la Alemania de posguerra, los judíos de Europa del Este fueron encarcelados en Cottbus-Sielow y Stargard como "extranjeros no deseados".

## Historia

### Campos iniciales (1933-1934)

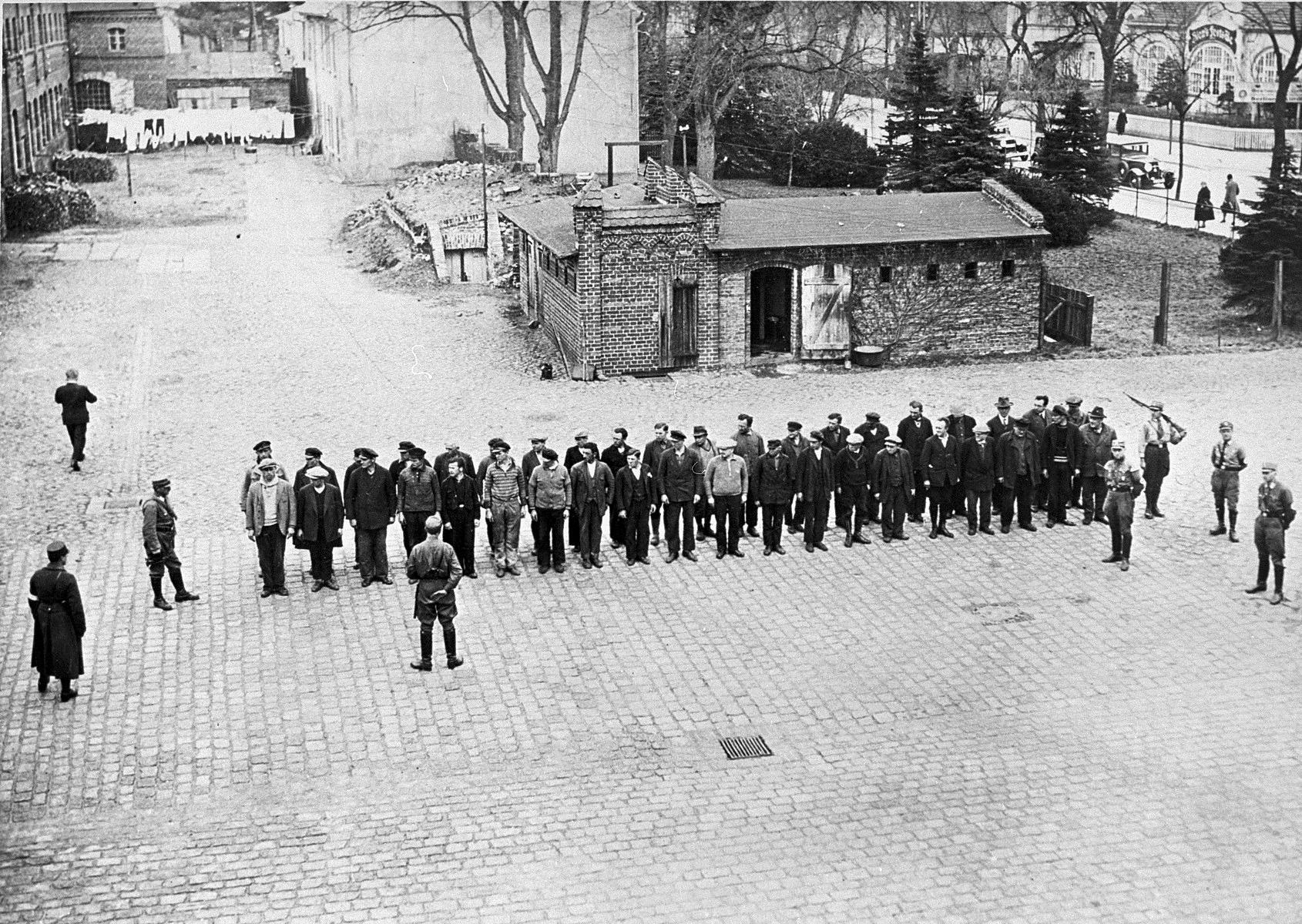
Prisioneros custodiados por hombres de las SA se alinean en el patio del campo de concentración de Oranienburg, 6 de abril de 1933

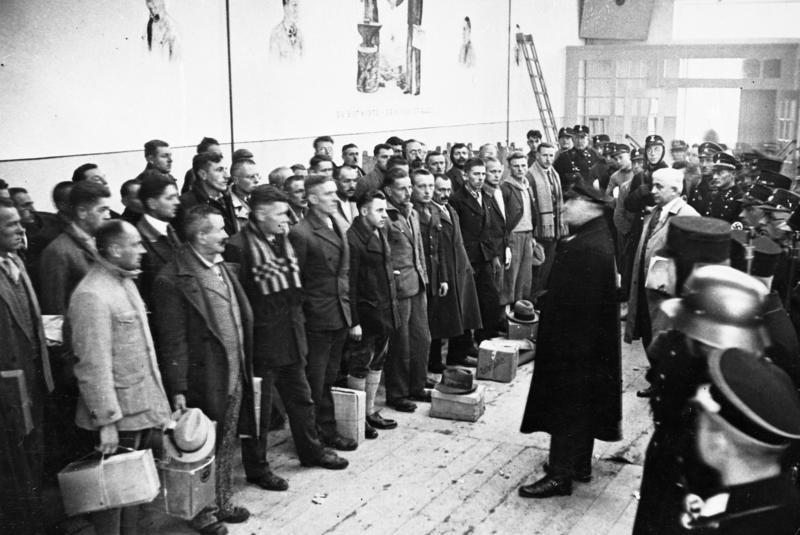
El comandante Theodor Eicke se dirige a 600 prisioneros de Dachau que fueron liberados para la Navidad de 1933.

El  crack económico de 1929 desestabilizó la República de Weimar y el último gobierno elegido cayó en marzo de 1930. Una secuencia de cancilleres nombrados por el presidente Paul von Hindenburg gobernó por gobierno por decreto según el Artículo 48 de la Constitución de Weimar. El 30 de enero de 1933, Adolf Hitler se convirtió en canciller tras llegar a un acuerdo de trastienda con el anterior canciller, Franz von Papen. Según el historiador Nikolaus Wachsmann, los nazis no tenían ningún plan de campos de concentración antes de la toma del poder. El sistema de campos de concentración surgió en los meses siguientes debido al deseo de reprimir a decenas de miles de opositores nazis en Alemania. El incendio del Reichstag en febrero de 1933 fue el pretexto para las detenciones masivas; el Decreto del Incendio del Reichstag eliminó el derecho a la libertad personal consagrado en la Constitución de Weimar. El primer campo fue el Nohra, establecido en Nohra, Turingia el 3 de marzo de 1933 en una escuela. Las detenciones aumentaron tras las  elecciones del 5 de marzo.
La base legal de las detenciones era la práctica anterior de "custodia protectora", que significaba o bien restringir la libertad de una persona para su propia protección, o bien "tomar elementos sediciosos en custodia durante las emergencias", incluyendo algunos Partido Comunista de Alemania (KPD) en la República de Weimar. La custodia protectora significaba que el encarcelamiento podía continuar después de que una persona fuera absuelta o hubiera cumplido su condena. Los periódicos de la época informaban sobre los campos de concentración con bastante detalle y demonizaban a los prisioneros como peligrosos elementos de izquierda. El ochenta por ciento de los prisioneros eran comunistas y el diez por ciento socialdemócratas; el diez por ciento restante estaban afiliados a otro partido, eran activistas sindicales o no tenían ninguna conexión con un partido político. A finales de año, 241 exdiputados del Reichstag de Weimar habían sido detenidos. Muchos prisioneros fueron liberados a finales de 1933, y tras la publicitada amnistía de Navidad, sólo quedaban unas pocas docenas de campos.
El número de prisioneros en 1933-1934 es difícil de determinar; Jane Caplan, académica e historiadora especializada en la Alemania nazi, lo estimó en 50 000, y las detenciones quizá superaron las 100.000, mientras que Wachsmann estimó que entre 150 000 y 200 000 personas fueron sometidas a detención sin juicio en 1933. En 1933 se establecieron unos 70 campos, en cualquier estructura conveniente que pudiera albergar a los prisioneros, incluyendo fábricas vacías, prisiones, fincas, escuelas,  casas de trabajo y castillos. Muchos lugares fueron reutilizados posteriormente como centros de detención nazis. No existía un sistema nacional; los campos eran gestionados por la policía local, las SS y las SA, los ministerios del interior de los estados de la República de Weimar o una combinación de los anteriores. Los primeros campos de 1933-1934 eran heterogéneos y diferentes a los creados en y después de 1936, en aspectos fundamentales como la organización, las condiciones y los grupos encarcelados. Por ello, los investigadores han empezado a llamarlos "campos primitivos" en lugar de "campos de concentración". Aunque los campos no eran lugares de matanzas rutinarias, su violencia sin precedentes marcó el final de la República de Weimar.

### Institucionalización (1934–1937)

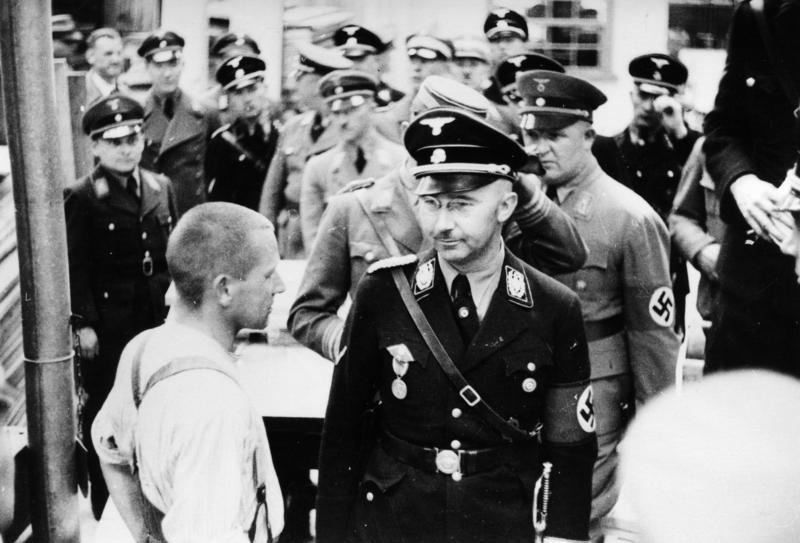
Heinrich Himmler inspecciona Dachau el 8 de mayo de 1936.

El 26 de junio de 1933, Himmler nombró a Theodor Eicke segundo comandante de Dachau, que se convirtió en el modelo seguido por otros campos. Eicke redactó el Código Disciplinario y Penal, un manual que especificaba castigos draconianos para los prisioneros desobedientes, incluidos los castigos corporales. También creó un sistema de funcionarios de los prisioneros, que luego se convirtió en los ancianos del campo, los ancianos del bloque y los kapos de los campos posteriores. En mayo de 1934, el  campo de Lichtenburg fue tomado por las SS de la burocracia prusiana, marcando el inicio de una transición puesta en marcha por Heinrich Himmler, entonces jefe de la Gestapo. (policía secreta). Tras la Noche de los cuchillos largos purga de las SA el 30 de junio de 1934, durante la cual Eicke tuvo un papel destacado y fue ascendido por sus acciones, el resto de los campos gestionados por las SA fueron tomados por las SS. En diciembre de 1934, Eicke fue nombrado primer inspector de la Inspección de los Campos de Concentración (IKL); sólo los campos gestionados por el IKL fueron designados 'campos de concentración'. Eicke gestionó los detalles de los campos de concentración basándose en la voluntad de Himmler.

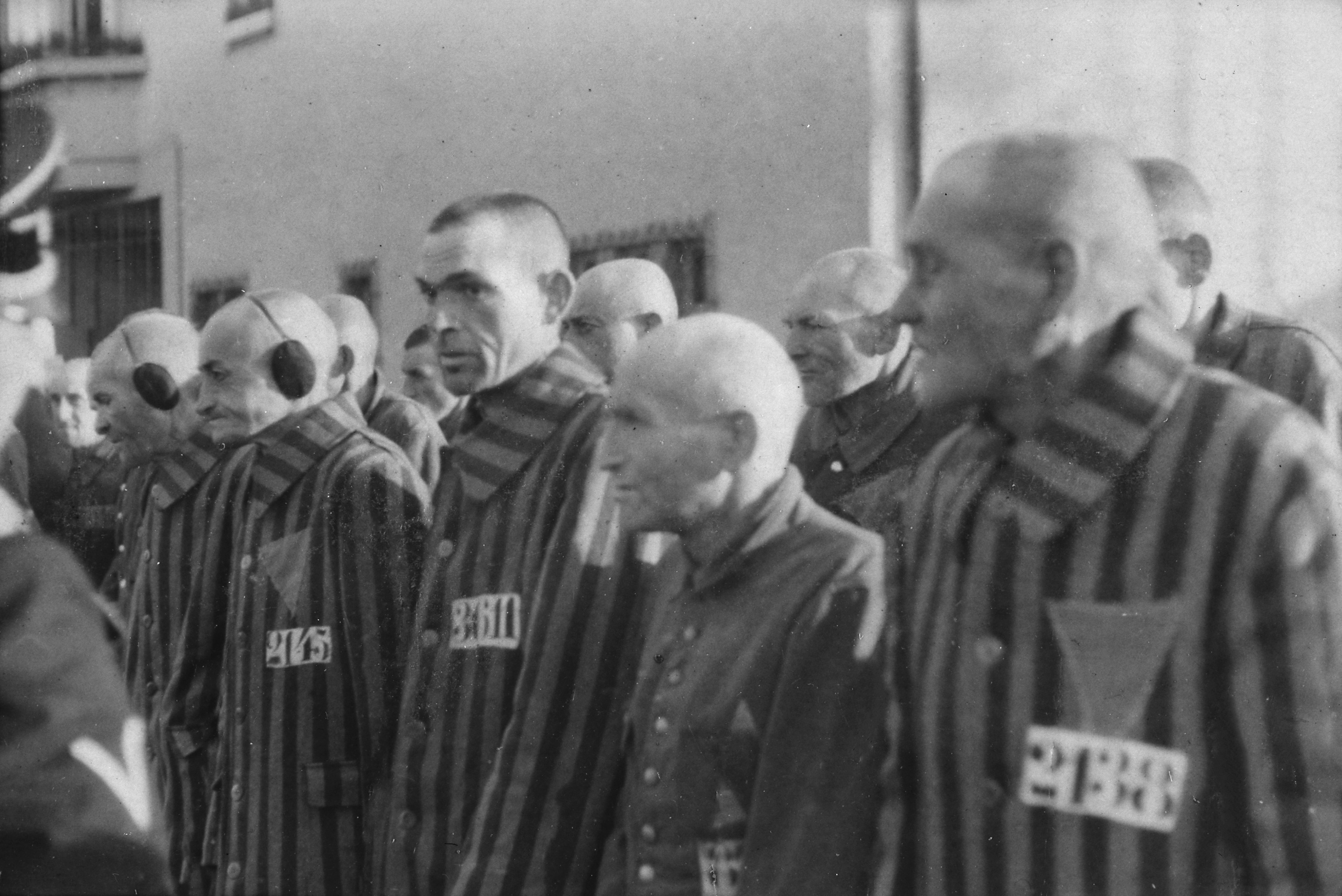
Prisioneros en Sachsenhausen, 19 de diciembre de 1938

Wachsmann escribe que "el sistema de campos de concentración nazi se forjó entre 1934 y 1937". A principios de 1934, el número de prisioneros seguía disminuyendo y el futuro de los campos de concentración no era evidente. A mediados de 1935, sólo había cinco campos, con 4000 prisioneros, y 13 empleados en la oficina central del IKL. Al mismo tiempo, 100 000 personas estaban encarceladas en las prisiones alemanas, una cuarta parte de ellas por delitos políticos. Himmler consideraba que la liberación de los presos de 1933 era "uno de los errores políticos más graves que podía cometer el Estado nacionalsocialista". Creyendo que la Alemania nazi estaba en peligro por sus enemigos internos, llamó a una guerra contra los "elementos organizados de la infrahumanidad", incluyendo comunistas, socialistas, judíos, masones y criminales. Himmler obtuvo el respaldo de Hitler y fue nombrado jefe de policía el 17 de junio de 1936. Aunque el dictador nazi nunca pisó un campo de concentración, desempeñó un papel clave en los acontecimientos de 1935, perdonando a varios guardias condenados por el asesinato de prisioneros y respaldando la oposición de Himmler a la liberación de prisioneros.
De los seis campos de las SS operativos a mediados de 1936, sólo dos (Dachau y Lichtenburg) seguían existiendo en 1938. En lugar de los campos que cerraron, Eicke abrió nuevos campos en el Sachsenhausen (septiembre de 1936) y Buchenwald (julio de 1937). A diferencia de los campos anteriores, los recién inaugurados fueron construidos a propósito, en palabras de Wachsmann "planificados como pequeñas ciudades del terror". Fueron diseñados con barracones, torres de vigilancia y alambre de espino. Incluso Dachau, el campo modelo, fue completamente reconstruido en 1937/1938. Los nuevos campos estaban aislados de la población y del estado de derecho, lo que permitía a las SS ejercer un poder absoluto. Los prisioneros, que antes vestían de civil, fueron obligados a llevar uniformes con distintivos de los campos de concentración nazis. Los guardias de los campos eran  SS de campo o "cabezas de muerte" de las SS, jóvenes reclutados específicamente para esta tarea. El número de prisioneros comenzó a aumentar de nuevo, pasando de 4761 el 1 de noviembre de 1936 a 7750 a finales de 1937.

### Rápida expansión (1937–1939)

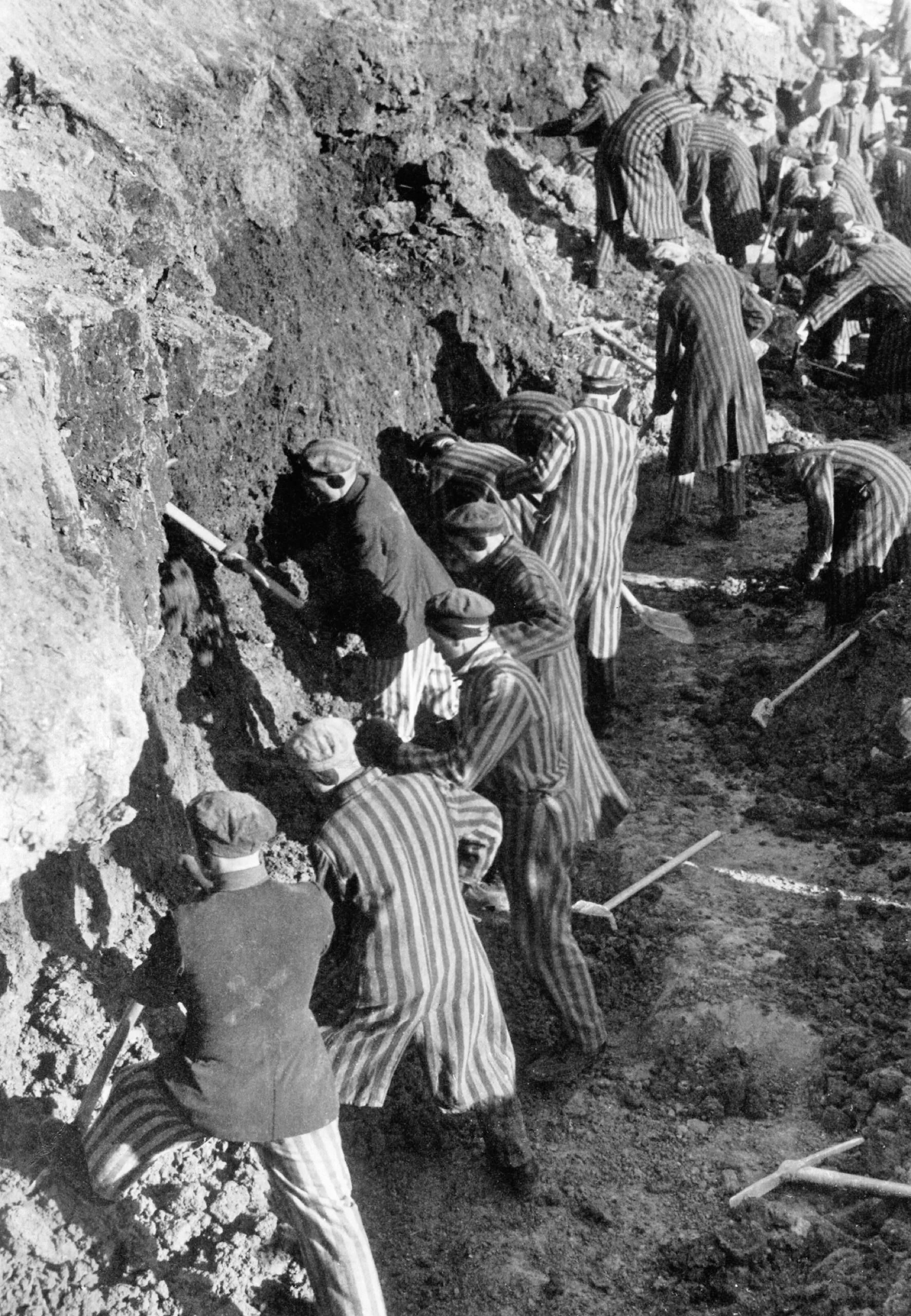
Trabajos forzados en la fábrica de ladrillos de Sachsenhausen.

A finales de junio de 1938, la población carcelaria se había triplicado en los seis meses anteriores, hasta alcanzar los 24 000 presos. El aumento fue alimentado por las detenciones de los considerados criminales habituales o asocial. Según el jefe de las SS Heinrich Himmler, los prisioneros "criminales" de los campos de concentración debían ser aislados de la sociedad porque habían cometido delitos de carácter sexual o violento. En realidad, la mayoría de los prisioneros criminales eran hombres de clase trabajadora que habían recurrido a pequeños robos para mantener a sus familias. La categoría asocial era para personas que no "encajaban en la mítica  comunidad nacional", en palabras de Wachsmann. Las redadas nazis, como la Aktion Arbeitsscheu Reich de junio de 1938, en la que se detuvo a 10 000 personas, tenían como objetivo a las personas sin hogar y a los enfermos mentales, así como a los desempleados. Aunque los nazis ya habían atacado a los marginados sociales, la afluencia de nuevos presos hizo que los presos políticos se convirtieran en una minoría.
Para alojar a los nuevos prisioneros, se crearon tres nuevos campos: Flossenbürg (mayo de 1938) cerca de la frontera checoslovaca, Mauthausen (agosto de 1938) en el territorio anexado de Austria, y Ravensbrück (mayo de 1939) el primer campo construido expresamente para prisioneras. Las detenciones masivas estuvieron motivadas en parte por factores económicos. La recuperación de la Gran Depresión redujo la tasa de desempleo, por lo que los elementos 'tímidos en el trabajo' serían arrestados para mantener a otros trabajando más. Al mismo tiempo, Himmler también se centraba en explotar el trabajo de los prisioneros dentro del sistema de campos. El arquitecto de Hitler, Albert Speer, tenía grandes planes para crear una arquitectura nazi monumental. La empresa de las SS German Earth and Stone Works (DEST) fue creada con fondos de la agencia de Speer para explotar la mano de obra de los prisioneros para extraer materiales de construcción. Flossenbürg y Mauthausen se construyeron junto a canteras, y DEST también creó fábricas de ladrillos en Buchenwald y Sachsenhausen.
También se detuvo a un gran número de presos políticos, incluidos los Testigos de Jehová y los emigrantes alemanes que regresaron a sus países. Los antinazis checos y austriacos también fueron objeto de ataques tras la anexión de sus países en 1938 y 1939. Los judíos también fueron cada vez más atacados, con 2000 judíos vieneses arrestados tras la anexión nazi. Tras el pogromo de la Noche de los cristales rotos, 26 000 hombres judíos fueron deportados a campos de concentración tras las 'detenciones masivas tras la noche de los cristales rotos', convirtiéndose en la mayoría de los prisioneros. Estos prisioneros fueron sometidos a un abuso sin precedentes, que incluía el robo sistemático de objetos de valor, "privaciones, torturas, suicidios y asesinatos", lo que provocó cientos de muertes: en Dachau murieron más personas en los cuatro meses posteriores a la Kristallnacht que en los cinco años anteriores. Sin embargo, el objetivo en ese momento no era el asesinato masivo de judíos, sino incitarlos a la emigración. La mayoría de los prisioneros judíos fueron liberados pronto.

### Segunda Guerra Mundial
A finales de agosto de 1939, los prisioneros de Flossenbürg, Sachsenhausen y otros campos de concentración fueron transportados a la frontera polaca, vestidos con uniformes polacos y asesinados como parte del Operación Himmler, uno de los  ataques de falsa bandera montados por Alemania para justificar la invasión de Polonia. Durante la guerra, los campos se volvieron cada vez más brutales y letales debido a los planes de los dirigentes nazis: la mayoría de las víctimas murieron en la segunda mitad de la guerra.
Entre el comienzo de la guerra y el final de 1941 se abrieron cinco nuevos campos: Neuengamme (principios de 1940), en las afueras de Hamburgo; Auschwitz (junio de 1940), que inicialmente funcionaba como campo de concentración para activistas de la resistencia polaca;  Gross-Rosen (mayo de 1941) en Silesia; y Natzweiler (mayo de 1941) en territorio anexionado de Francia. También se crearon campos satélites. Esta expansión fue impulsada por la demanda de trabajos forzados y, posteriormente, por la invasión de la Unión Soviética; se enviaron nuevos campos cerca de canteras (Natzweiler y Gross-Rosen) o fábricas de ladrillos (Neuengamme).
A principios de 1941, el alto mando de las SS ordenó el asesinato masivo deliberado de los prisioneros enfermos y agotados que ya no podían trabajar (especialmente los considerados racialmente inferiores), en una operación denominada Aktion 14f13. Las víctimas eran seleccionadas por el personal del campo y por "médicos eutanásicos" itinerantes y eran sacadas de los campos para ser asesinadas en  centros de eutanasia. En la primavera de 1942, cuando terminó la operación, se había asesinado al menos a 6 000 personas. Una operación relacionada, la Aktion 14f14, comenzó en agosto de 1941 y consistió en el asesinato de prisioneros de guerra soviéticos seleccionados dentro de los campos de concentración, normalmente a los pocos días de su llegada. A mediados de 1942, cuando finalizó la operación, habían sido asesinados 38 000 prisioneros soviéticos. En Auschwitz, las SS utilizaron Zyklon B para matar a los prisioneros soviéticos en improvisadas cámaras de gas.
Desde julio de 1944 hasta mayo de 1945, los campos de concentración fueron tomados gradualmente y los prisioneros restantes liberados, en su mayoría por fuerzas soviéticas o estadounidenses.

## Trabajos forzados

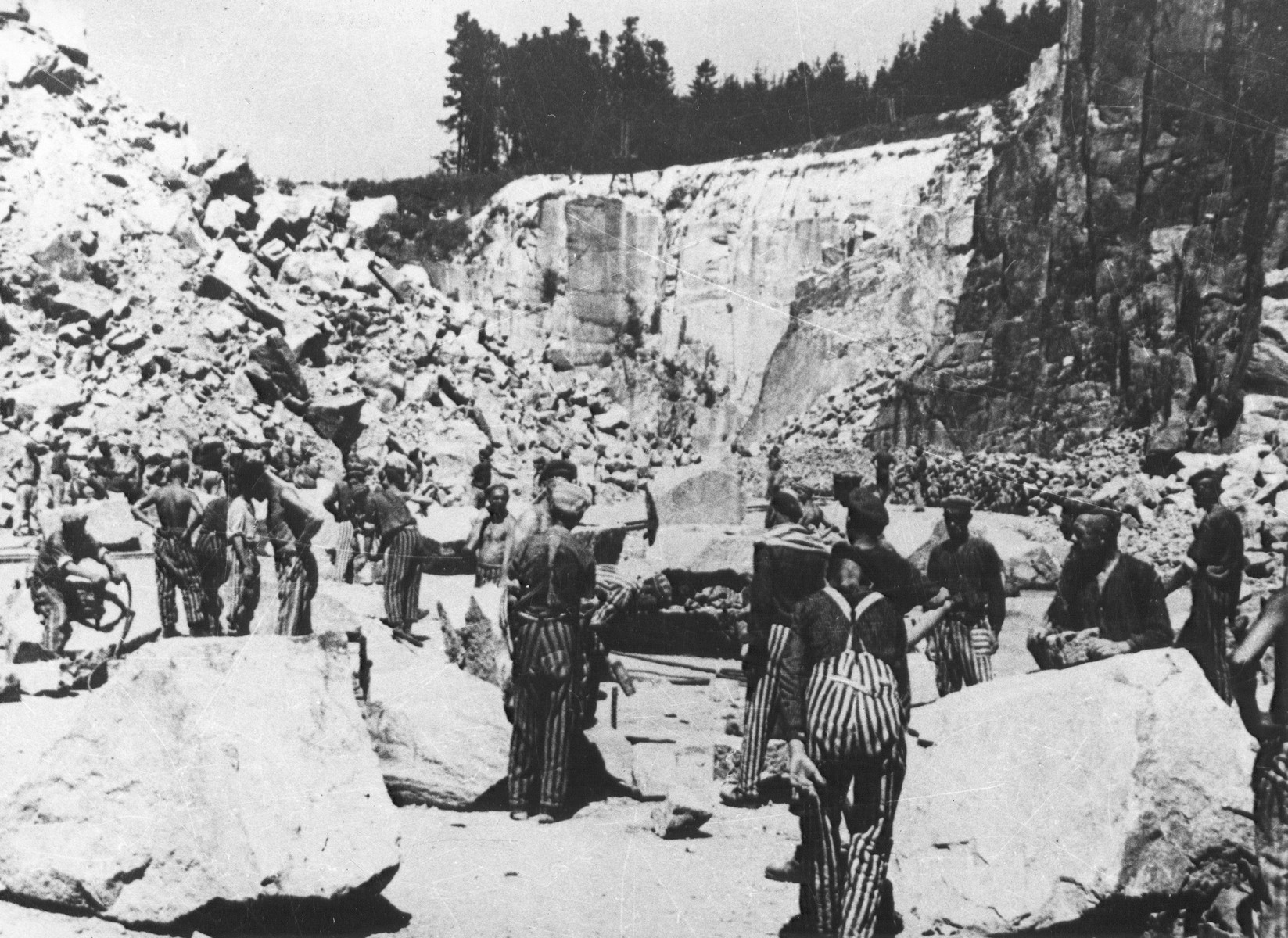
Prisioneros de Mauthausen forzados a trabajar en la cantera de Wiener Graben, 1942

Después de 1942, se establecieron muchos pequeños subcampos cerca de las fábricas para realizar trabajos forzados. IG Farben estableció una planta de caucho sintético en 1942 en el campo de concentración de Monowitz (Auschwitz III); otros campos se establecieron junto a fábricas de aviones, minas de carbón y plantas de propulsores de cohetes. Las condiciones eran brutales y los prisioneros a menudo eran enviados a las cámaras de gas o asesinados en el lugar si no trabajaban con la suficiente rapidez.[cita requerida]

## Percepción pública
Existe el mito de que el pueblo alemán estaba aterrorizado por el totalitarismo nazi. Por el contrario, Robert Gellately sostiene que los alemanes generalmente resultaron estar orgullosos y satisfechos de que Hitler y sus secuaces estuvieran encerrando a cierto tipo de personas que no encajaban, o que eran consideradas como 'forasteros', 'asociales', 'comedores inútiles' o 'criminales'. Karola Fings escribe que la demanda de brigadas de construcción de las SS, prisioneros de los campos de concentración que trabajaban en las ciudades alemanas bombardeadas, "apunta a la aceptación general de los campos de concentración".
Había 27 campos principales y, según la estimación de Nicholas Wachsmann, más de 1100 campos satélite. (Esta es una cifra acumulativa que cuenta todos los subcampos que existían en un momento dado; Orth estima que el número de subcampos era de 186 a finales de 1943, 341 o más en junio de 1944, y al menos 662 en enero de 1945).
Alrededor de 1,65 millones de personas fueron registradas como prisioneros en los campos, de los cuales, según Wagner, casi un millón murieron durante su reclusión. El historiador Adam Tooze cifra el número de supervivientes en no más de 475 000, calculando que al menos 1,1 millones de los prisioneros registrados debieron morir. Según su estimación, al menos 800 000 de los prisioneros asesinados no eran judíos. Además de los prisioneros registrados que murieron, un millón de judíos fueron gaseados al llegar al campo de concentración de Auschwitz; incluyendo estas víctimas, el número total de muertos se estima entre 1,8 y más de dos millones. La mayoría de las víctimas mortales se produjeron durante la segunda mitad de la Segunda Guerra Mundial, incluyendo al menos un tercio de los 700 000 prisioneros que se registraron en enero de 1945. En términos proporcionales, la tasa de mortalidad fue más alta en 1942 y descendió de nuevo en 1943 antes de volver a subir durante el último año de la guerra; sin embargo, el aumento del número de prisioneros hizo que en términos absolutos el número de muertes siguiera aumentando.
Los campos de exterminio como Kulmhof, Belzec, Sobibor y Treblinka no formaban parte del sistema de campos de concentración y eran operativamente independientes. Estos campos sólo mantenían una población mínima de prisioneros.

## Marchas de la muerte y liberación
Las principales evacuaciones de los campos se produjeron a mediados de 1944 desde el Báltico y el este de Polonia, en enero de 1945 desde el oeste de Polonia y Silesia, y en marzo de 1945 desde los campos de concentración de Alemania. Tanto los prisioneros judíos como los no judíos murieron en gran número como consecuencia de estas marchas de la muerte.
Los campos fueron liberados por las fuerzas aliadas entre 1944 y 1945. El primer campo importante, Majdanek, fue descubierto por los soviéticos en su avance el 23 de julio de 1944. [El campo de concentración de Auschwitz fue liberado, también por los soviéticos, el 27 de enero de 1945; el campo de concentración de Buchenwald por los estadounidenses el 11 de abril; el campo de concentración de Bergen-Belsen por el Reino Unido el 15 de abril; Dachau por los estadounidenses el 29 de abril; Ravensbrück por los soviéticos el mismo día; y Mauthausen por los estadounidenses el 5 de mayo.
En la mayoría de los campos descubiertos por los soviéticos, casi todos los prisioneros habían sido ya eliminados, quedando sólo unos pocos miles con vida -en Auschwitz se encontraron 7000 reclusos, entre ellos 180 niños que habían sido sometidos a experimentos por médicos nazis. Unos 60 000 prisioneros fueron descubiertos en el campo de concentración de Bergen-Belsen por la 11.ª División Blindada Británica, 13 000 cadáveres yacían sin enterrar en los alrededores del campo, y otros 13 000 reclusos, demasiado débiles para recuperarse, murieron tras la liberación del campo. Los británicos obligaron a los guardias de las SS que quedaban a recoger los cadáveres y a colocarlos en fosas comunes. Después de que el campo quedara libre tanto de reclusos como de personal de las SS, los británicos quemaron el campo para evitar la propagación del tifus.
Muchos prisioneros murieron tras la liberación debido a su mal estado físico.

## Consecuencias

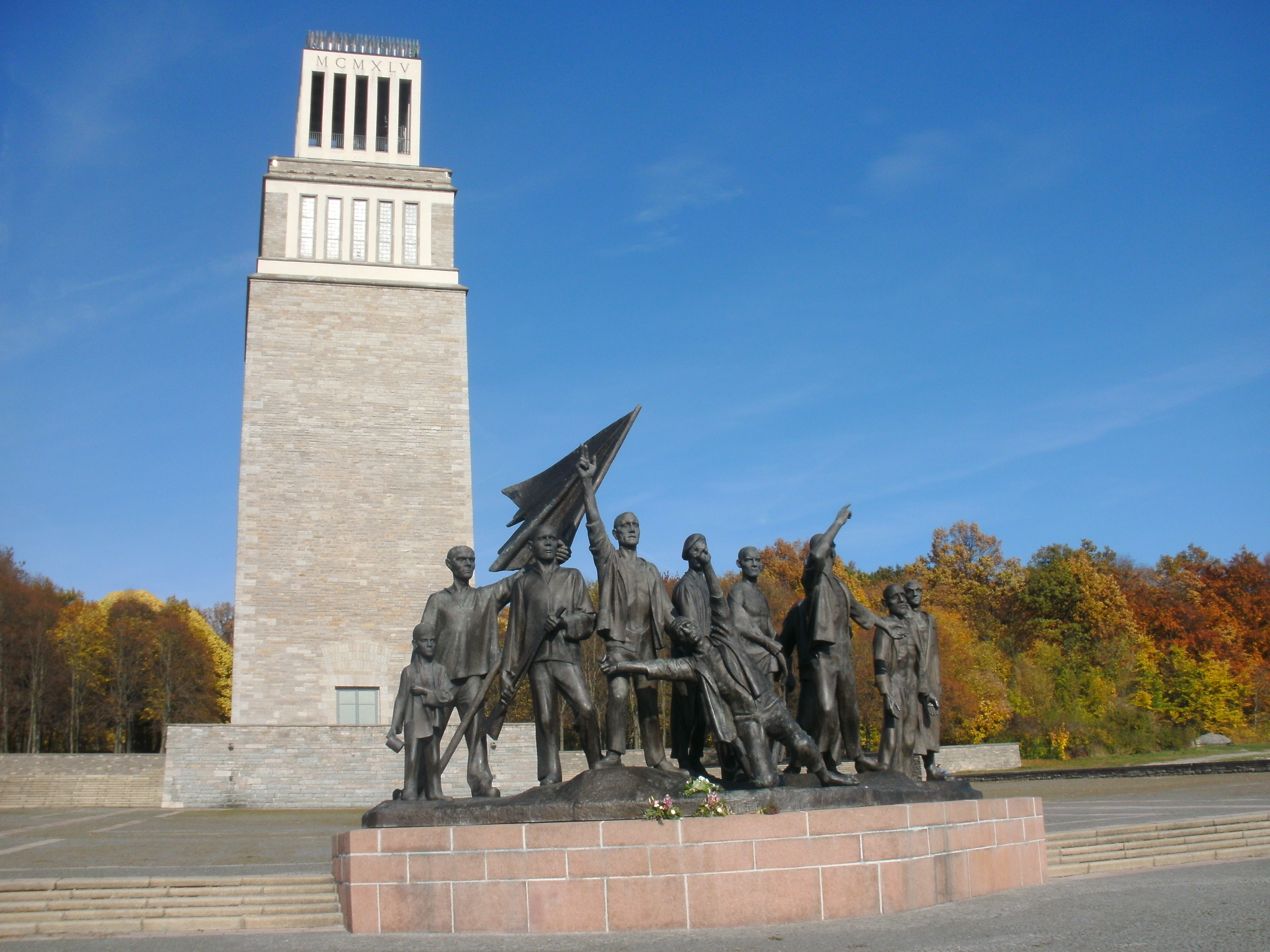
Monumento de Buchenwald

Desde su liberación, el sistema de campos de concentración nazis ha llegado a simbolizar la violencia y el terror en el mundo moderno.
Bajo la política de Alemania Occidental de Wiedergutmachung (tdl. ‘recuperar el bien’), algunos supervivientes de los campos de concentración recibieron una compensación por su encarcelamiento. Después de la guerra se juzgó a algunos de los responsables.
Muchos supervivientes testificaron sobre sus experiencias o escribieron memorias después de la guerra. Algunos de estos relatos se han hecho internacionalmente famosos, como el libro de Primo Levi de 1947, Si esto es un hombre.
Los campos de concentración han sido objeto de escritos históricos desde el estudio de Eugen Kogon de 1946, Der SS-Staat ("The SS State"). Sin embargo, la investigación sustancial no comenzó hasta la década de 1980. Los estudios se han centrado en el destino de los grupos de prisioneros, la organización del sistema de campos y aspectos como los trabajos forzados. Se han publicado dos enciclopedias académicas completas sobre los campos de concentración: la Der Ort des Terrors en alemán y la Encyclopedia of Camps and Ghettos, producida por el United States Holocaust Memorial Museum. Según Caplan y Wachsmann, "se han publicado más libros sobre los campos nazis que sobre cualquier otro lugar de detención y terror de la historia".
Dan Stone sostiene que el sistema de campos de concentración nazi inspiró atrocidades similares de otros regímenes, como el gobierno argentino durante la Guerra Sucia, el  régimen de Pinochet en Chile y la Prisión de Pitești en la República Popular Rumana.